# Gustav Radde

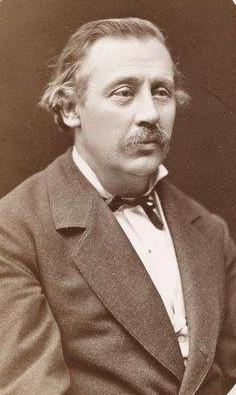
Gustav Radde (1883)

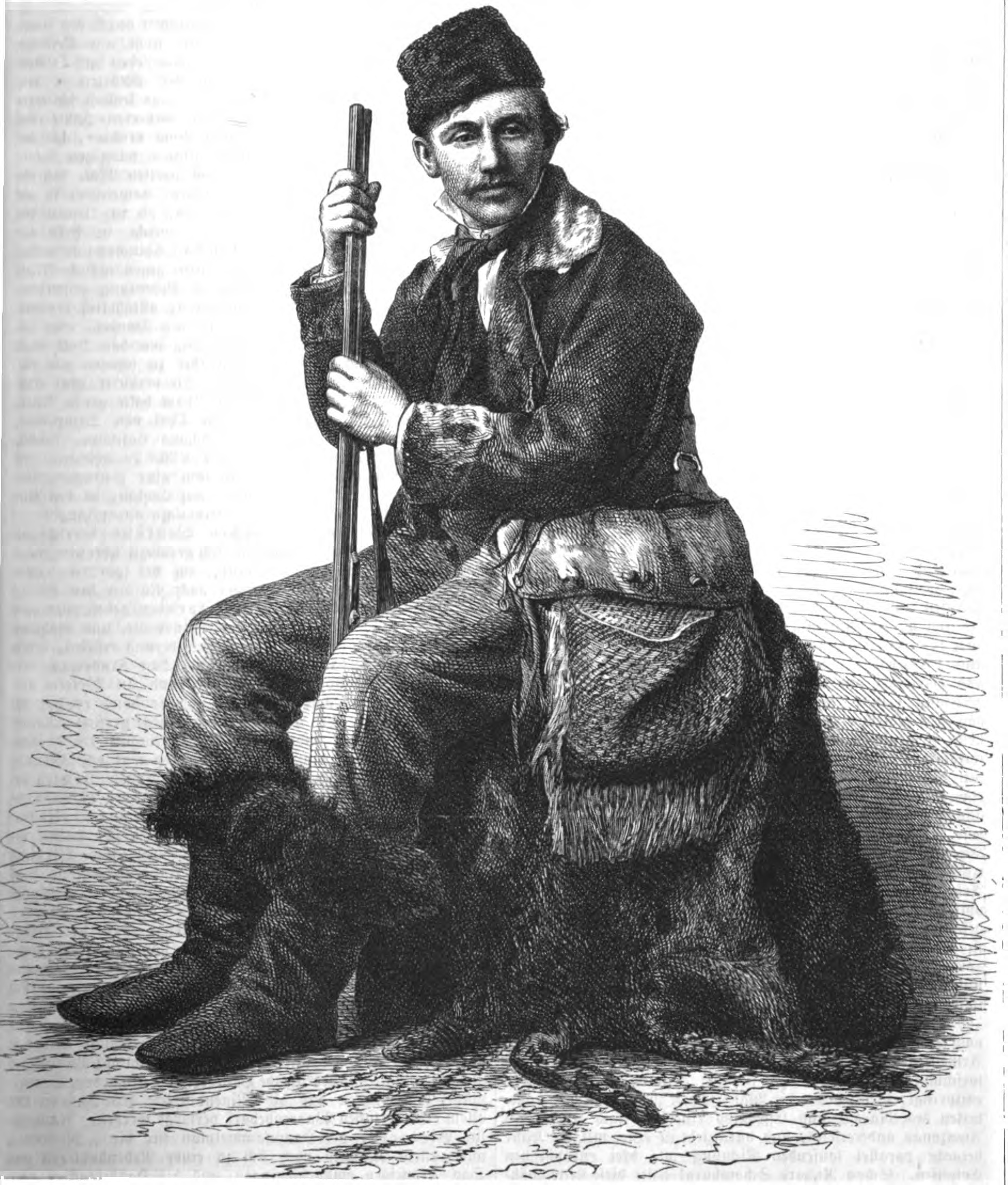
Gustav Radde (1864)

Gustav Ferdinand Richard Johannes (von) Radde (* 27. November 1831 in Danzig; † 2. Märzjul. / 15. März 1903greg. in Tiflis, Georgien) war ein preußischer, pommerischer Geograph und Naturforscher. Sein offizielles botanisches Autorenkürzel lautet „Radde“. Auf Russisch lautet sein Name Густав Фердинанд Ричард Йоханнес фон Радде.
Seine Frau war die Tochter von Johann Friedrich von Brandt, Marie Amalie Fjodorowna, und seine Tochter war Olga Gustawowna Radde (1873–1963), die Frau von Alexander Wassiljewitsch Fomin.

## Leben

### Jugend und Lehrjahre
Gustav Radde wurde als Sohn eines verarmten Lehrers geboren. Nach dem Abschluss des Gymnasiums machte er eine Apothekerlehre.
1852 unternahm er mit Unterstützung der Danziger Naturforschenden Gesellschaft eine Reise auf die Halbinsel Krim, wo er drei Jahre blieb. Er beobachtete dort die Natur und legte umfangreiche botanische und zoologische Sammlungen an. Er fand Kontakt zu dem Biologen Christian von Steven und Pjotr Iwanowitsch Köppen, einem Mitglied der Kaiserlichen Akademie der Wissenschaften in Sankt Petersburg, und konnte so seine naturwissenschaftlichen Kenntnisse erweitern.

### Erforschung Ostsibiriens
Auf Einladung der Petersburger Geographischen Gesellschaft 1855 nahm er von 1855 bis 1859 an einer Expedition nach Ostsibirien teil. Er erforschte die Umgebung des Baikalsees, das russische Daurien, das Amurgebiet und den östlichen Teil des Sajangebirges. Nach vier Jahren kehrte er mit großen Sammlungen physisch-geographischer Daten zurück. Als Kustos am Zoologischen Museum der Sankt Petersburger Akademie bearbeitete er von 1860 bis 1862 seine Forschungsergebnisse.

### Erforschung des Kaukasus
1862 begleitete er den Naturforscher Karl Ernst von Baer nach Südrussland. 1863 trat er eine Stelle am physikalischen Observatorium in Tiflis an. Am Ende des Kaukasuskrieges 1864 legte er der Verwaltung des russischen Vizekönigs ein präzises Programm zur biologisch-geographischen Erforschung des Kaukasus vor und erhielt den Auftrag, es durchzuführen. 1867 wurde er Gründungsdirektor des Kaukasischen Museums in Tiflis (heute das Staatliche Simon-Dschanaschia-Museum Georgiens), leitete es bis zu seinem Tode. Im Jahr 1881 (20. September bis 3. Oktober) fand in Tiflis der 5. Russische Archäologenkongress statt. Zu diesem Anlass wurde am ersten Kongresstag das erweiterte Museum eröffnet. Anwesend waren neben zahlreichen russischen auch österreichische und deutsche Wissenschaftler (u. a. Rudolf Virchow).
Seine Forschungsreisen führten ihn in alle Gebiete Transkaukasiens. Er bereiste Armenien (1871), Dagestan, das Talysch-Gebirge in Persien (1879–1880), Chewsuretien, Abchasien, Tuschetien, Pschawi (heute zu Mzcheta-Mtianeti), die Kolchische Tiefebene und Swanetien. 1886 erforschte Radde auf einer über sechsmonatigen Expedition die Naturgeschichte des transkaspischen Gebiets (des Gebiets unter russischer Herrschaft auf der asiatischen Seite des Kaspischen Meeres), war in Chorasan, Aşgabat, Kopet-Dag und Merw-Serach.
Radde war korrespondierendes Mitglied der Berliner Gesellschaft für Anthropologie, Ethnologie und Urgeschichte. Die Russische Akademie der Wissenschaften nahm ihn 1884 als korrespondierendes Mitglied auf. Im Jahr 1892 wurde er zum Mitglied der Leopoldina gewählt. Er veröffentlichte auf Deutsch und Russisch. Gustav Radde verstarb 1903 und wurde in Bordschomi an der Kura beigesetzt.

## Ehrungen
Viele von ihm beschriebene oder entdeckte Tier- und Pflanzenarten tragen in verschiedenen Sprachen seinen Namen. Dazu zählen Phylloscopus schwarzi (Radde, 1863) (der „Bartlaubsänger“, „Radde's Warbler“), Prunella ocularis (Radde, 1884) (die „Steinbraunelle“, „Radde’s Accentor“), Bufo raddei Strauch, 1876 (die „Mongolische Kröte“, „Radde's Toad“), Betula raddeana Trautv., 1887 (eine kaukasische Birke, „Radde’s birch“), Campanula raddeana Trautv., 1866 (die „Kaukasusglockenblume“) und Fritillaria raddeana Regel, 1887 (eine mittelasiatische Zwiebelpflanze). Die Pilzgattung Raddetes P.Karst. ist nach ihm benannt.
Nach Radde ist das Dorf Radde am Amur, im Rajon Oblutschje der Jüdischen Autonomen Oblast im Osten Russlands benannt.

## Werke
- Reisen im Süden von Ostsibirien. 1862/63
- Reisen im mingrelischen Hochgebirge. 1866
- Ethnographie der Krimtataren. 1874
- Vier Vorträge über den Kaukasus: Gehalten im Winter 1873/4 in den grösseren Städten Deutschlands. Perthes, Gotha 1874
- Chews'uren und ihr Land: Ein monographischer Versuch. Fischer, Cassel 1878
- Ornis caucasica. 1884 ff.
- Die Fauna und Flora des südwestlichen Kaspigebiets. 1886
- Reisen an der persisch-russischen Grenze: Talysch und seine Bewohner. Brockhaus, Leipzig 1886
- Aus den Daghestanischen Hochalpen. 1887
- Das Ostufer des Pontus und seine kulturelle Entwickelung im Verlaufe der letzten dreißig Jahre: vorläufiger Bericht über die Reisen im kolchischen Tieflande, Adsharien, am Ostufer des Schwarzen Meeres, am Unterlaufe des Kuban und über die Durchquerung der Hauptkette von Psebai nach Sotschi im Sommer 1893. Perthes, Gotha 1894 (mit E. Koenig)
- Der Nordfuss des Dagestan und das vorlagernde Tiefland bis zur Kuma: Vorläufiger Bericht über die im Sommer 1894 ausgeführten Reisen. Perthes, Gotha 1894 (mit E. Koenig)
- Wissenschaftliche Ergebnisse der im Jahre 1886 allerhöchst befohlenen Expedition nach Transkaspien und Nord-Chorassan. Perthes, Gotha 1898
- Grundzüge der Pflanzenverbreitung in den Kaukasusländern von der unteren Wolga über den Manytsch-Scheider bis zur Scheitelfläche Hocharmeniens. Engelmann, Leipzig 1899 (Gantner, Vaduz 1976, ISBN 3-7682-0987-3)
- Die Sammlungen des kaukasischen Museums. Tiflis o. J. (19XX)